# Euroleon polyspilus
Euroleon polyspilus is een insect uit de familie van de mierenleeuwen (Myrmeleontidae), die tot de orde netvleugeligen (Neuroptera) behoort. 
Euroleon polyspilus is voor het eerst wetenschappelijk beschreven door Gerstäcker in 1885.